# Енніс (Монтана)
Енніс (англ. Ennis) — місто (англ. town) в США, в окрузі Медісон штату Монтана. Населення — 917 осіб (2020).

## Географія
Місто розташоване в південно-західній частині штату на березі річки Медісон в долині Медісон. Через місто проходить автомагістраль {U.S. Route 287, повітряне сполучення здійснює аеропорт Big Sky Airport. На північний захід від Енніса піднімаються гори Тобакко-Рут. Площа міста становить 2,05 км, з яких 0,03 км² припадає на відкриті водні простори.
У середньому на рік в Еннісі випаде 338,8 мм дощу, найбільш дощовий місяць — червень (60,5 мм), найпосушливіший — січень (11,2 мм). Що стосується снігу, то в середньому за рік у місті його випадає 105,4 см, найбільш сніжний місяць — березень (18 см), у липні та серпні снігу жодного разу (в період 1981–2010 рр.) зафіксовано не було.
Енніс розташований за координатами 45°20′46″ пн. ш. 111°43′52″ зх. д. / 45.34611° пн. ш. 111.73111° зх. д. (45.346123, -111.731169).  За даними Бюро перепису населення США в 2010 році місто мало площу 2,03 км², з яких 2,01 км² — суходіл та 0,03 км² — водойми. В 2017 році площа становила 1,92 км², з яких 1,91 км² — суходіл та 0,00 км² — водойми.

### Клімат
| Клімат : Енніс        | Клімат : Енніс | Клімат : Енніс | Клімат : Енніс | Клімат : Енніс | Клімат : Енніс | Клімат : Енніс | Клімат : Енніс | Клімат : Енніс | Клімат : Енніс | Клімат : Енніс | Клімат : Енніс | Клімат : Енніс | Клімат : Енніс |
| Показник              | Січ.           | Лют.           | Бер.           | Квіт.          | Трав.          | Черв.          | Лип.           | Серп.          | Вер.           | Жовт.          | Лист.          | Груд.          | Рік            |
| Середній максимум, °C | 1,7            | 3,8            | 8,7            | 13,5           | 18,7           | 23,2           | 28,4           | 27,9           | 22,2           | 15,0           | 6,2            | 0,7            | 14,2           |
| Середній мінімум, °C  | −8,5           | −7,9           | −4,4           | −1,2           | 2,7            | 6,2            | 8,9            | 7,8            | 3,6            | −0,5           | −4,7           | −9             | −0,6           |
| Норма опадів, мм      | 11             | 12             | 21             | 35             | 54             | 60             | 32             | 31             | 25             | 27             | 17             | 12             | 339            |
| --------------------- | -------------- | -------------- | -------------- | -------------- | -------------- | -------------- | -------------- | -------------- | -------------- | -------------- | -------------- | -------------- | -------------- |
| Джерело: NOAA         |                |                |                |                |                |                |                |                |                |                |                |                |                |

## Демографія
Згідно з переписом 2010 року, у місті мешкало 838 осіб у 416 домогосподарствах у складі 207 родин. Густота населення становила 412 особи/км².  Було 527 помешкань (259/км²).
Расовий склад населення:
| - 96,9 % — білих - 0,8 % — корінних американців - 0,2 % — азіатів - 0,1 % — чорних або афроамериканців |

До двох чи більше рас належало 1,4 %. Частка іспаномовних становила 1,9 % від усіх жителів.
За віковим діапазоном населення розподілялося таким чином: 15,8 % — особи молодші 18 років, 58,9 % — особи у віці 18—64 років, 25,3 % — особи у віці 65 років та старші. Медіана віку мешканця становила 49,8 року. На 100 осіб жіночої статі у місті припадало 97,6 чоловіків;  на 100 жінок у віці від 18 років та старших — 100,6 чоловіків також старших 18 років.
Середній дохід на одне домашнє господарство  становив 52 565 доларів США (медіана — 42 841), а середній дохід на одну сім'ю — 62 275 доларів (медіана — 52 917). За межею бідності перебувало 4,2 % осіб, у тому числі 18,8 % дітей у віці до 18 років та 1,3 % осіб у віці 65 років та старших.
Цивільне працевлаштоване населення становило 403 особи. Основні галузі зайнятості: освіта, охорона здоров'я та соціальна допомога — 26,1 %, будівництво — 15,9 %, роздрібна торгівля — 12,2 %, науковці, спеціалісти, менеджери — 10,2 %.